# Mistrzostwa Europy w Lekkoatletyce 2022 – bieg na 200 m kobiet
Bieg na 200 metrów kobiet – jedna z konkurencji biegowych rozgrywanych podczas lekkoatletycznych mistrzostw Europy na Stadionie Olimpijskim w Monachium.
Tytułu sprzed czterech lat nie obroniła Brytyjka Dina Asher-Smith.

## Terminarz
Źródło: european-athletics.com.
| Data        | Godzina |            |
| ----------- | ------- | ---------- |
| 18 sierpnia | 13:05   | Eliminacje |
| 18 sierpnia | 20:54   | Półfinał   |
| 19 sierpnia | 22:22   | Finał      |

## Rekordy
Tabela prezentuje rekord świata, rekord Europy, rekord mistrzostw Europy oraz najlepsze wyniki na listach światowych w sezonie 2022 przed rozpoczęciem mistrzostw. Źródło: european-athletics.com, worldathletics.org.
|                          | Zawodnik                 | Wynik | Miejsce   | Data                  |
| ------------------------ | ------------------------ | ----- | --------- | --------------------- |
| Rekord świata            | Florence Griffith-Joyner | 21,34 | Seul      | 29 września 1988(dts) |
| Rekord Europy            | Dafne Schippers          | 21,63 | Pekin     | 28 sierpnia 2015(dts) |
| Rekord mistrzostw Europy | Heike Drechsler          | 21,71 | Stuttgart | 29 sierpnia 1986(dts) |
| Listy światowe           | Shericka Jackson         | 21,45 | Eugene    | 21 lipca 2022(dts)    |

### Listy europejskie
Tabela przedstawia europejskie zawodniczki, które uzyskały 12 najlepszych wyników w sezonie 2022 przed rozpoczęciem mistrzostw (8 sierpnia) i miały prawo przystąpić do rywalizacji od fazy półfinału (maksymalnie 3 z jednego kraju lub 4 w przypadku dzikiej karty). Pogrubione zawodniczki wystąpiły na mistrzostwach Europy.
| lp. | Zawodniczka       | Wynik | Data       | Miejsce           |
| --- | ----------------- | ----- | ---------- | ----------------- |
| 1.  | Dina Asher-Smith  | 21,96 | 19 lipca   | Eugene            |
| 2.  | Mujinga Kambundji | 22,05 | 19 lipca   | Eugene            |
| 3.  | Corinna Schwab    | 22,51 | 11 czerwca | Wetzlar           |
| 4.  | Rhasidat Adeleke  | 22,59 | 2 kwietnia | College Station   |
| 5.  | Ida Karstoft      | 22,67 | 18 czerwca | Madryt            |
| 6.  | Lieke Klaver      | 22,71 | 25 czerwca | Apeldoorn         |
| 7.  | Anna Kiełbasińska | 22,76 | 3 lipca    | La Chaux-de-Fonds |
| 8.  | Daryll Neita      | 22,81 | 18 maja    | Savona            |
| 9.  | Dalia Kaddari     | 22,83 | 18 maja    | Savona            |
| 10. | Paula Sevilla     | 22,86 | 18 czerwca | Madryt            |
| 11. | Georgina Adam     | 22,92 | 6 sierpnia | Leuven            |
| 12. | Rebekka Haase     | 22,93 | 14 czerwca | Kladno            |
| 12. | Imani Lansiquot   | 22,93 | 27 maja    | Poznań            |

## Rezultaty

### Eliminacje
Awans: 4 najlepsze z każdego biegu (Q) oraz 4 z najlepszymi czasami wśród przegranych (q). Źródło: european-athletics.com.
| Poz. | Bieg | Tor | Zawodniczka               | Reprezentacja   | Czas         | Uwagi   |
| ---- | ---- | --- | ------------------------- | --------------- | ------------ | ------- |
| 1.   | 1    | 2   | Jodie Williams            | Wielka Brytania | 22,92        | Q,      |
| 2.   | 3    | 5   | Shana Grebo               | Francja         | 23,00 (,994) | Q       |
| 3.   | 2    | 4   | Jamile Samuel             | Holandia        | 23,00 (,000) | Q       |
| 4.   | 3    | 6   | Imke Vervaet              | Belgia          | 23,05        | Q, =    |
| 5.   | 1    | 5   | Delphine Nkansa           | Belgia          | 23,08        | Q       |
| 6.   | 2    | 6   | Lorène Dorcas Bazolo      | Portugalia      | 23,12        | Q       |
| 7.   | 2    | 8   | Jessica-Bianca Wessolly   | Niemcy          | 23,14        | Q,      |
| 8.   | 3    | 2   | Alexandra Burghardt       | Niemcy          | 23,16        | Q       |
| 9.   | 3    | 7   | Lisa Lilja                | Szwecja         | 23,20        | Q       |
| 10.  | 1    | 8   | Gémima Joseph             | Francja         | 23,21        | Q       |
| 11.  | 3    | 3   | Nikola Horowska           | Polska          | 23,32        | q       |
| 12.  | 3    | 4   | Irene Siragusa            | Włochy          | 23,36        | q       |
| 13.  | 1    | 6   | Artemis Melina Anastasiou | Grecja          | 23,38        | Q       |
| 14.  | 3    | 8   | Léonie Pointet            | Szwajcaria      | 23,39        | q       |
| 15.  | 2    | 2   | Olivia Fotopoulou         | Cypr            | 23,40        | Q       |
| 16.  | 1    | 3   | Susanne Walli             | Austria         | 23,45        | q       |
| 17.  | 1    | 1   | Marika Popowicz-Drapała   | Polska          | 23,47        |         |
| 18.  | 2    | 5   | Anniina Kortetmaa         | Finlandia       | 23,60        |         |
| 19.  | 2    | 7   | Julia Henriksson          | Szwecja         | 23,62        |         |
| 20.  | 1    | 4   | Vittoria Fontana          | Włochy          | 23,63        |         |
| 21.  | 2    | 3   | Lucía Carrillo            | Hiszpania       | 23,64        |         |
| 22.  | 3    | 1   | Elisabeth Slettum         | Norwegia        | 23,67        |         |
| 23.  | 1    | 7   | Martina Hofmanová         | Czechy          | 23,73        |         |
| –    | 2    | 1   | Beth Dobbin               | Wielka Brytania | DSQ          | TR 16.8 |

### Półfinał
Awans: 2 najlepsze z każdego biegu (Q) oraz 2 z najlepszymi czasami wśród przegranych (q). Źródło: european-athletics.com.
* Zawodniczki zwolnione z biegów eliminacyjnych.
| Poz. | Bieg | Tor | Zawodniczka               | Reprezentacja   | Czas         | Uwagi |
| ---- | ---- | --- | ------------------------- | --------------- | ------------ | ----- |
| 1.   | 2    | 4   | Dina Asher-Smith*         | Wielka Brytania | 22,53        | Q     |
| 2.   | 1    | 6   | Ida Karstoft*             | Dania           | 22,73        | Q     |
| 3.   | 3    | 3   | Mujinga Kambundji*        | Szwajcaria      | 22,76        | Q     |
| 4.   | 2    | 3   | Lieke Klaver*             | Holandia        | 22,92        | Q     |
| 5.   | 1    | 3   | Jodie Williams            | Wielka Brytania | 23,03        | Q     |
| 6.   | 2    | 7   | Alexandra Burghardt       | Niemcy          | 23,05        | q     |
| 7.   | 2    | 6   | Dalia Kaddari*            | Włochy          | 23,06        | q     |
| 8.   | 1    | 4   | Jamile Samuel             | Holandia        | 23,13 (,128) |       |
| 9.   | 3    | 5   | Shana Grebo               | Francja         | 23,13 (,129) | Q     |
| 10.  | 3    | 6   | Paula Sevilla*            | Hiszpania       | 23,19        |       |
| 11.  | 3    | 7   | Delphine Nkansa           | Belgia          | 23,28        |       |
| 12.  | 1    | 7   | Olivia Fotopoulou         | Cypr            | 23,33        |       |
| 13.  | 2    | 8   | Gémima Joseph             | Francja         | 23,36        |       |
| 14.  | 2    | 1   | Lorène Dorcas Bazolo      | Portugalia      | 23,43        |       |
| 15.  | 1    | 5   | Corinna Schwab*           | Niemcy          | 23,44        |       |
| 16.  | 3    | 8   | Irene Siragusa            | Włochy          | 23,46        |       |
| 17.  | 3    | 2   | Jessica-Bianca Wessolly   | Niemcy          | 23,47        |       |
| 18.  | 1    | 8   | Imke Vervaet              | Belgia          | 23,48        |       |
| 19.  | 2    | 2   | Artemis Melina Anastasiou | Grecja          | 23,60        |       |
| 20.  | 2    | 5   | Nikola Horowska           | Polska          | 23,62        |       |
| 21.  | 3    | 1   | Susanne Walli             | Austria         | 23,73        |       |
| 22.  | 1    | 2   | Léonie Pointet            | Szwajcaria      | 23,77        |       |
| 23.  | 1    | 1   | Lisa Lilja                | Szwecja         | 23,96        |       |
| –    | 3    | 4   | Daryll Neita*             | Wielka Brytania | DNS          |       |

### Finał
Źródło: european-athletics.com.
| Miejsce | Tor | Zawodniczka         | Reprezentacja   | Czas  | Uwagi |
| ------- | --- | ------------------- | --------------- | ----- | ----- |
| 1 !     | 3   | Mujinga Kambundji   | Szwajcaria      | 22,32 |       |
| 2 !     | 5   | Dina Asher-Smith    | Wielka Brytania | 22,43 |       |
| 3 !     | 6   | Ida Karstoft        | Dania           | 22,72 |       |
| 4.      | 8   | Jodie Williams      | Wielka Brytania | 22,85 | SB    |
| 5.      | 4   | Lieke Klaver        | Holandia        | 22,88 |       |
| 6.      | 7   | Shana Grebo         | Francja         | 23,06 |       |
| 7.      | 2   | Dalia Kaddari       | Włochy          | 23,19 |       |
| 8.      | 1   | Alexandra Burghardt | Niemcy          | 23,24 |       |